# آخرین رودیو
آخرین رودیو (انگلیسی: The Last Rodeo) یک فیلم درام آمریکایی به نویسندگی و کارگردانی جان اونت است. نیل مک‌دونا، نویسنده و تهیه‌کننده، با بازی میکلتی ویلیامسون، کریستوفر مک‌دونالد، سارا جونز و دیلون سورینگن می‌باشد.
انتظار می‌رود این فیلم در ۲۳ می ۲۰۲۵ در ایالات متحده منتشر شود.

## خلاصه داستان
یک گاوسوار ۵۰ ساله در بحرانی که با نوه‌اش به وجود می‌آید، تصمیم می‌گیرد با وجود تیرگی روابط با دختر با اراده‌اش، دوباره سوار شود.

## ساخت
فیلمبرداری در کالینزویل (اکلاهما) از مارس تا آوریل ۲۰۲۴ انجام شد.